# Who Needed the Dough?
Who Needed the Dough? è un cortometraggio muto del 1908. Il nome del regista non viene riportato nei credit del film.

## Trama
Un cliente esce dalla banca contando un grosso rotolo di denaro. Un barbone che staziona lì davanti, al vedere tutti quei soldi non riesce a trattenersi e si lancia sul malcapitato, sottraendogli il rotolo, per poi fuggire a rotta di collo, inseguito da un poliziotto e da gran parte di quelli che hanno assistito all'audace colpo. Il barbone si infila nella bottega di un fornaio dove nasconde il denaro dentro una pagnotta che sta lievitando. La folla degli inseguitori alla fine cattura l'uomo che viene consegnato al poliziotto. Il fornaio torna al suo lavoro: prende la pasta, la taglia e la inforna. Fuori, un mendicante usa i soldi che gli hanno dato i passanti per andarsi a comperare del pane: quando lo spezza, trova dentro il rotolo di denaro e, tutto allegro, si mette a contare i soldi inaspettati.

## Produzione
Il film fu prodotto dalla Vitagraph Company of America.

## Distribuzione
Distribuito dalla Vitagraph Company of America, il film - un cortometraggio di 82,3 metri - uscì nelle sale cinematografiche statunitensi il 12 aprile 1908.